# Cadillac Series 40
Der Series 40 ist ein von Januar bis September 1935 gebautes Modell des US-amerikanischen Autoherstellers Cadillac mit V12-Motor. Der Series 40 ersetzte den Series 370.

## Modellgeschichte
Im Januar 1935 präsentierte Cadillac als Nachfolgemodell des Series 370 den Series 40 (intern Series 370-D genannt).
Die Änderungen gegenüber dem direkten Vorläufer beschränkten sich auf neue Stoßstangen und den neuen Namen.
Angetrieben wurde auch der Series 40 von Cadillacs Sechsliter-V12, einer um vier Zylinder verkürzten und aufgebohrten Version des 1928 eingeführten Sechzehnzylinders mit 135 PS.
Das Modellangebot umfasste 54 verschiedene Varianten, alle auf einem Radstand von 370,8 cm aufbauend und mit Fleetwood-Karosserien versehen, von der fünfsitzigen Standard-Limousine für 3995 Dollar bis zum Town Cabriolet für 6395 Dollar; damit lag der Zwölfzylinder im Preis etwa 1000 Dollar über den V8-Modellen, aber auch um 3000 Dollar und mehr unter dem V-16.
Ab 1936 wurde der Series 40 unter der Bezeichnung Series 80 weitergeführt. Die genaue Stückzahl, die der Series 40 erreichte, ist nicht bekannt.
| Modelljahr | Hubraum (cm³) | Leistung (PS) | Radstand (cm) | Länge (cm) | Leergewicht (kg) | Preis (US-$) | Stückzahl                    |
| ---------- | ------------- | ------------- | ------------- | ---------- | ---------------- | ------------ | ---------------------------- |
| 1935       | 6032          | 135           | 370,8         | 578        | 2485–2736        | 3995–6295    | 1098 (inkl. Series 370/1934) |